# Андреас Сковгор
Андреас Сковгор (дан. Andreas Skovgaard, 27 березня 1997, Данія) — данський футболіст, захисник.

## Клубна кар'єра
Вихованець клубу «Норшелланн». З сезону 2015/16 — основний центральний захисник команди. 28 лютого 2016 дебютував в датському чемпіонаті в поєдинку проти «Віборга», вийшовши на заміну на 85-ій хвилині замість Тобіаса Міккельсена. Всього в своєму дебютному чемпіонаті провів 15 ігор. Після чотирьох з них підписав контракт з клубом строком до 31 грудня 2018 року .
Сезон 2016/17 також почав в основі поєдинком проти того ж «Віборга» і загалом у рідному клубі за 4 сезони зіграв у 77 іграх Суперліги і в грудні 2018 року покинув команду у статусі вільного агента.
У січні 2019 року перейшов в нідерландський «Геренвен», втім за рік так і не зіграв жодної зустрічі за команду і 5 лютого 2020 року був відданий в оренду в шведське «Еребру». За сезон 2020 року він зіграв за команду 26 матчів Аллсвенскан і забив 1 гол. Після повернення в «Геренвен» його контракт був розірваний за взаємною згодою 1 лютого 2021 року

## Кар'єра в збірній
У 2016 році дебютував в юнацькій збірній Данії до 19 років. Зіграв два матчі, обидва — в елітному відбірковому раунді до юнацького чемпіонату Європи 2016 року, після чого виступав за юнацьку збірну до 20 років, в якій теж провів два матчі.
22 березня 2018 року зіграв свій перший і єдиний матч за молодіжну збірну Данії у товариському матчі проти однолітків з Австрії (5:0) у Відні.